# 태즈메이니아 항공
태즈메이니아 항공(영어: Airlines of Tasmania)은 오스트레일리아의 지역 항공사로 총2개 노선을 취항하고 있다. 본사는 오스트레일리아 호바트에 위치해 있으며 1984년에 설립했다. 또한 사용하고 있는 허브 공항으로 캠브리지 에어로드롬과 론세스톤 공항이 있다.

## 역사
1970년대에 태즈메이니아주 서부 해안 도시에서 정기 운항을 시작해 1984년에 소형기에 의한 자연 관광과 비행 서비스를 시작했다. 2004년부터 2005년까지 호바트 ~ 스트라한 국내선에 취항하고 있었지만, 수익이 저조 하면서 현재는 운항이 중단되고 말았다.

## 보유 기종
- 2012년 5월 기준으로 태즈메이니아 항공은 다음과 같은 기종을 보유하고 있다.[1]

## 같이 보기
- 오스트레일리아의 항공사 목록